# Pheniulus mimeticus
Pheniulus mimeticus är en mångfotingart som beskrevs av Chamberlin 1943. Pheniulus mimeticus ingår i släktet Pheniulus och familjen Parajulidae. Inga underarter finns listade i Catalogue of Life.